# Psammostiba kenaii
Psammostiba kenaii är en skalbaggsart som beskrevs av Vladimir I. Gusarov 2003. Psammostiba kenaii ingår i släktet Psammostiba och familjen kortvingar. Inga underarter finns listade i Catalogue of Life.